# 黃家美
黃家美（印尼語：Desy Huang，1984年12月18日—）是一名印尼華裔女歌手，出生於印尼坤甸市。她被譽為華語專業歌手，曾贏得在馬來西亞及新加坡的國際歌唱比賽，她經常在Youtube頻道上分享她翻唱歌曲的視頻。

## 外部連結
- 黃家美的Instagram帳戶
- 黃家美的Facebook專頁
- YouTube上的DESYHUANG Huang Jia Mei頻道
- 黃家美的TikTok